# Achille De Lucrezi
Achille De Lucrezi, noto anche come Achille De Lucrezis (1827 – 1913), è stato uno scultore italiano.
È stato uno dei primi scultore in cartapesta leccese.
Tra i suoi allievi vi furono Salvatore Bruno e Giuseppe Manzo.
Tra le sue opere, nel 1889 realizzò (come opera effimera) la statua di Minerva oggi conservata nel Convitto Palmieri, in occasione della visita di re Umberto I in città. nel 1898 realizzò la statua della Madonna del Pozzo conservata nella Chiesa Madonna del Carmine di Alberobello.
Nella Confraternita di Santa Maria degli Angeli, in Gallipoli, si trova il Cristo Morto, opera molto bella e di grande importanza.